# All That Remains
All That Remains je americká metalcorová kapela, pocházející ze Springfieldu v Massachusetts. Kapela vydala sedm studiových alb a live CD/DVD. Skupinu tvořilo pět členů – vokalista Phillip Labonte, kytarista Mike Martin, basistka Jeanne Sagan a bubeník Jason Costa. Kytarista Oli Herbert zemřel 17. října 2018.
Hudba kapely kombinuje několik stylů – metal core, melodic death metal, heavy metal, metal core a alternative metal. Specifické jsou tvrdé kytarové riffy v kombinaci s melodickými party, stejně jako melodický zpěv v kombinaci s klasickým metalovým „chrapotem“.

## Členové
- Philip Labonte – zpěv
- Mike Martin – kytara
- Jeanne Sagan – basová kytara
- Jason Costa – bicí

Dřívější
- Oli Herbert – kytara (1998–2018)
- Michael Bartlett – bicí (1998–2006)
- Chris Bartlett – kytara (1998–2004)
- Dan Egan – baskytara (1998–2003)
- Matt Deis – baskytara, klavír (2003–2004)
- Jeanne Sagan – baskytara (2006–2015)
- Shannon Lucas – bicí (2006)

## Diskografie
- 26. března 2002 – Behind Silence and Solitude
- 23. března 2004 – This Darkened Heart
- 11. července 2006 – The Fall of Ideals
- 16. září 2008 – Overcome
- 2010 – For We Are Many
- 2012 – A War You Cannot Win
- 2015 – The Order Of Things
- 2017 – Madness

### Singly
- The Deepest Gray
- This Darkened Heart
- This Calling
- The Air That I Breathe
- Not Alone
- Hold on
- Six
- From the Outside